# Euphilotes smithi
Euphilotes smithi är en fjärilsart som beskrevs av Rudolf H.T. Mattoni 1954. Euphilotes smithi ingår i släktet Euphilotes och familjen juvelvingar. Inga underarter finns listade i Catalogue of Life.